# Bonnay (Saône-et-Loire)
Bonnay é uma comuna francesa na região administrativa de Borgonha-Franco-Condado, no departamento Saône-et-Loire. Estende-se por uma área de 11,9 km². Em 2010 a comuna tinha 329 habitantes (densidade: 27,6 hab./km²).